# Jean Charles Léonard Simonde de Sismondi
Jean Charles Léonard Simonde de Sismondi, spesso citato come Simondo Sismondi (Ginevra, 9 maggio 1773 – Ginevra, 25 giugno 1842), è stato un economista, letterato e storico svizzero.

## Un intellettuale giramondo
I Sismondi erano una famiglia altolocata di Ginevra (il padre era anche un pastore di un villaggio del circondario) e si preoccuparono di educare il figlio come si conveniva ad un rampollo di un casato influente, ma lo spinsero più a seguire gli affari piuttosto che la letteratura; fu così che lo mandarono a far pratica in una banca di Lione. Ritornato a Ginevra, a seguito dell'infuriare della Rivoluzione francese, nel 1793 lasciò la città.
Andò in Inghilterra, dove passò diciotto mesi, e assimilò la lingua, la storia, il costume del paese. Dopo un breve ritorno a Ginevra (1794), dove infieriva il terrore giacobino, Sismondi partì per la Toscana, terra dei suoi avi (i Sismondi erano un'antica famiglia nobile di Pisa, ricordati anche nella Divina Commedia, che nel XVI secolo abbracciarono la riforma protestante ed emigrarono prima in Francia, nel Delfinato, poi in Svizzera). In Toscana Simonde de Sismondi acquistò la Villa di Valchiusa con l'annessa fattoria, sulla collina prospiciente il centro di Pescia, e si dedicò alla coltivazione.
In Toscana, prese a interessarsi della vita economica e sociale e pubblicò, al suo ritorno a Ginevra, un Tableau de l'agriculture toscane (1801). In particolare, si dimostrò interessato alle tecniche di coltura della Valdinievole, al modo così ordinato di custodire le campagne. Anni dopo, fu nominato segretario del Consiglio del commercio, delle arti e dell'agricoltura del dipartimento del Léman, poi segretario della Camera di commercio del Léman. Al suo sorgere sullo scenario europeo, fu contrario a Napoleone I e fu nella lotta contro di lui che conobbe Madame de Staël e prese a frequentare il castello di Coppet, non lontano da Ginevra, dove si elaboravano le nuove ideologie romantiche.
Della Staël divenne un fervente e fedele ammiratore: la seguì in Italia (1804- 1805), in Austria e Germania (1808-1810). Nel 1813 visitò per la prima volta Parigi e lì visse per diverso tempo, mescolandosi con la società letteraria del tempo. Ancorché fosse un liberale e nella sua gioventù fosse stato un anglofilo, non salutò la caduta dell'impero. Ammirava, infatti, le conquiste del governo napoleonico. L'incontro con l'imperatore stesso fu un evento non minore della sua intensa vita. Dopo la disastrosa battaglia di Waterloo, ritornò in Svizzera, ma, poiché neanche a Ginevra il clima politico gli era favorevole, ai primi del 1816 preferì tornare alla sua Villa di Valchiusa, a Pescia, dove viveva la sorella Sara, andata in sposa al nobiluomo pesciatino Anton Cosimo Forti, e la madre. Il 15 aprile 1819, fu egli stesso che convolò a nozze nella contea di Stafford con la nobile Jessie Allen, dalla quale non ebbe eredi.

## Scrittore ed economista

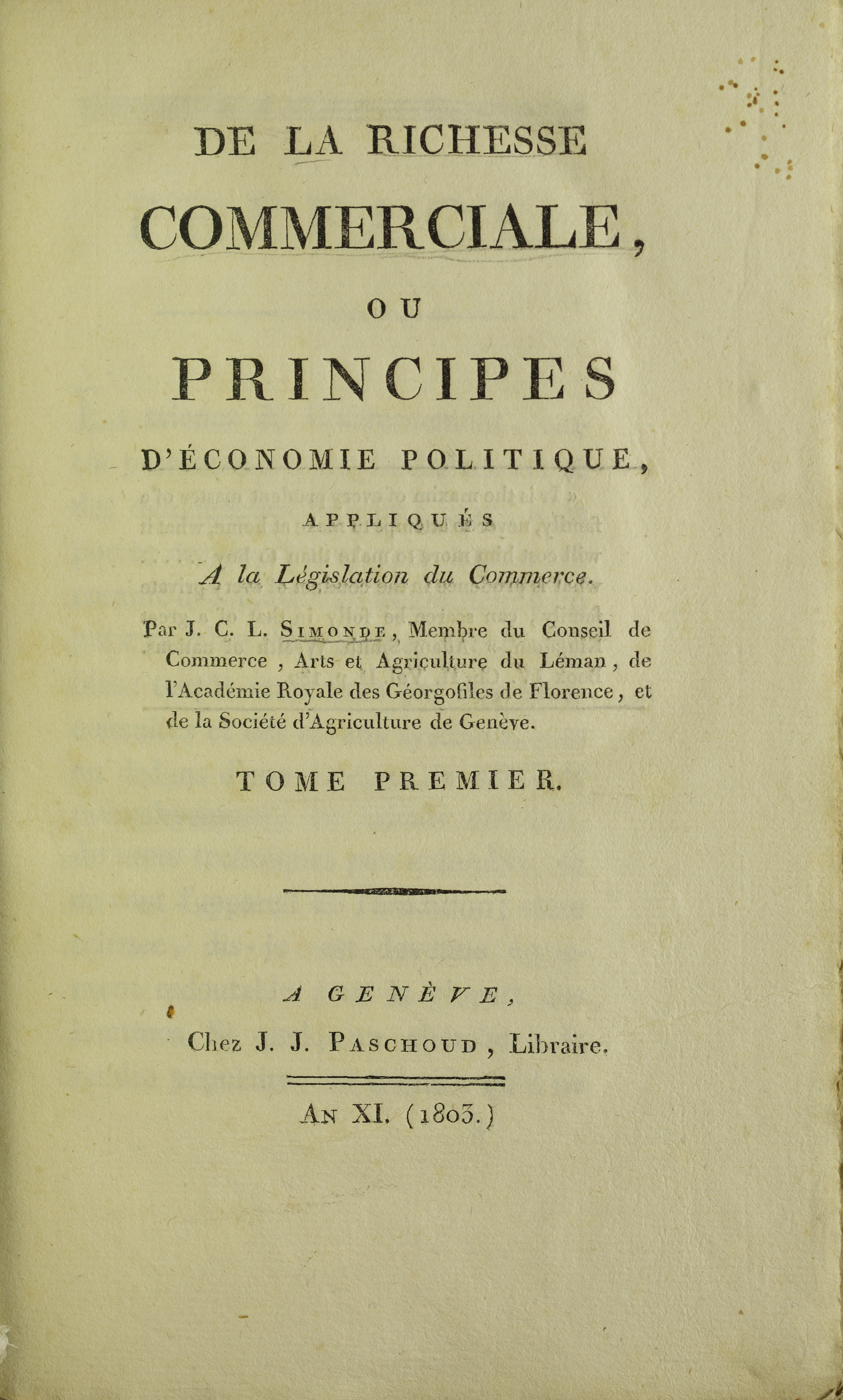
De la richesse commerciale, 1803

Nel 1803 pubblicò il Traité de la richesse commerciale, il suo primo lavoro di economia commerciale. Tema che lo interessò, con alcune varianti, per il resto della propria vita. Nel 1807 apparve il primo volume della Storia delle repubbliche italiane, che lo rese famoso fra gli uomini di lettere di tutta Europa. Fu infatti per merito di questo scritto di economia politica che gli fu offerto il posto di professore in Russia. Il completamento di quest'opera, che è composta di sedici volumi, lo occupò, anche se non a tempo pieno, per i successivi undici anni. Tra l'altro, questo testo fu il primo in cui si usò l'espressione
"repubbliche marinare" e se ne mise a fuoco il concetto, che poi tanta fortuna ebbe nei decenni successivi.

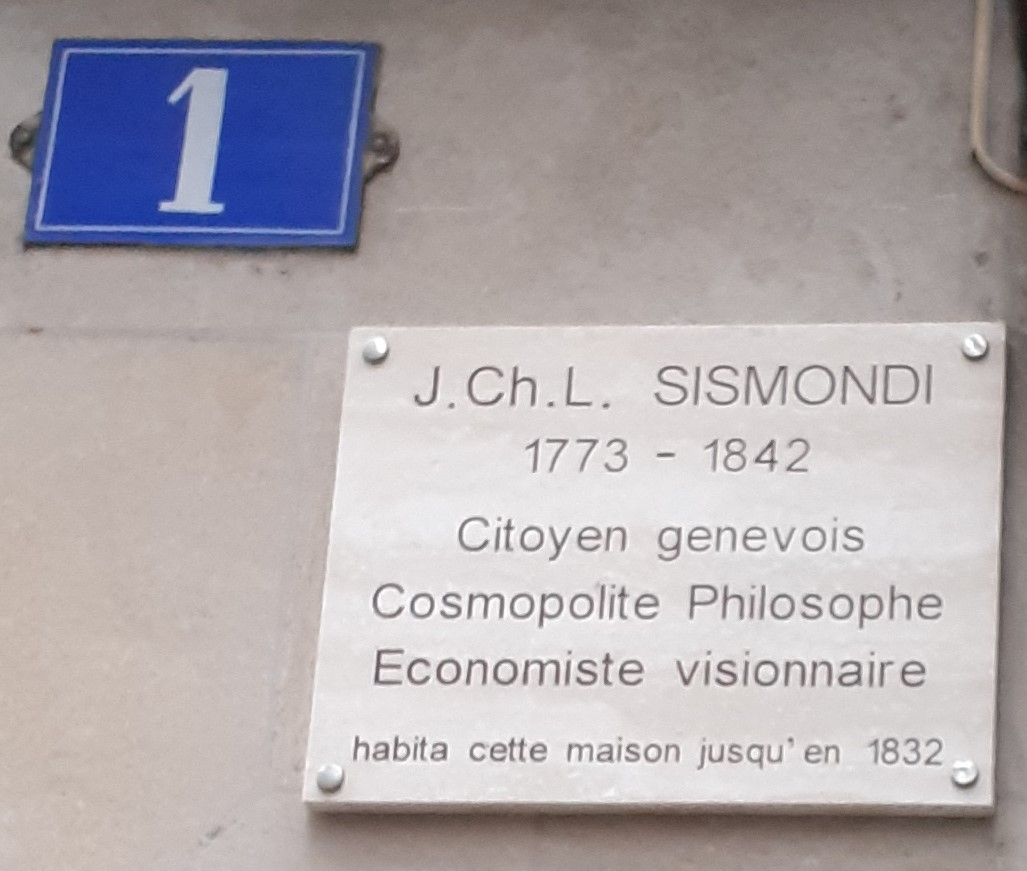
Targa in ricordo dell'alloggio di S. in rue Etienne-Dumont a Ginevra

Finita l'opera dedicata alle repubbliche italiane, iniziò l'ancor più monumentale Histoire des Français, che doveva essere un'opera di ampio respiro: nei seguenti ventitré anni ne pubblicò ventinove volumi.
Il suo spirito instancabile lo portò a completare molti altri lavori oltre alla smisurata Histoire des Français. Anche se i suoi scritti erano stati apprezzati non mancò chi lo prese benevolmente in giro. Ad esempio Charles Augustin Sainte-Beuve lo descrisse come il "Rollin della storia francese": si mescolano in questo giudizio l'elogio per la monumentalità dell'opera e il biasimo per una sua certa inaccuratezza.
Nel suo primo libro seguì le teorie di Adam Smith, ma nel lavoro successivo Nouveaux Principes d'économie politique (1819) insistette principalmente sul fatto che le scienze economiche si preoccupano di far crescere il benessere, ma troppo poco di come il benessere faccia crescere la felicità. Nel campo delle scienze economiche il suo maggior contributo fu probabilmente la scoperta dei cicli economici.
Contrariamente ad altri pensatori del tempo (Jean-Baptiste Say e David Ricardo), Sismondi contestò l'idea che l'equilibrio economico che portava al pieno impiego era raggiunto immediatamente e spontaneamente e evidenziò la possibilità concreta di disoccupazione tecnologica. In proposito egli scrisse:
Anche se nel terzo capitolo del Manifesto del Partito Comunista Karl Marx e Friedrich Engels definirono la sua teoria "socialismo piccolo-borghese" (e quindi facente parte della famiglia del "socialismo reazionario"), Sismondi non fu un vero e proprio socialista ma un contestatore del laissez-faire e un assertore della necessità dell'intervento governativo per "regolare il progresso del benessere"; inoltre fu un interessante precursore dei "socialisti della cattedra" tedeschi.

## Archivio personale
Parte del suo archivio personale e della famiglia è depositata presso la Sezione di Archivio di Stato di Pescia.

## Opere minori
Oltre alle opere principali, i suoi scritti più importanti sono: Letteratura del sud d'Europa (1813), una novella storica intitolata Giulia Severa nell'anno 492 (1822), Storia della rinascita della libertà in Italia (1832), Storia della caduta dell'Impero Romano (1822), Precisazioni sulla storia dei francesi, un'edizione ridotta della sua opera (1839), con diversi altri, principalmente pamphlet politici.
I diari di Sismondi e la sua corrispondenza con William Ellery Channing, con la contessa di Albany e altri furono pubblicati da Mlle. Mongolfier (Parigi, 1843) e da M. de Saint-René Taillandier (Parigi, 1863).

## Opere
- (FR) Jean Charles Leonard Simonde de Sismondi, Nouveaux principes d'économie politique. 1, Paris, Simon Cesar Delaunay, Armand-Louis-Jean Fain, 1827. URL consultato il 30 giugno 2015.
- Tableau de l'agriculture toscane, Introduction de Francesca Sofia, Genève, Slatkine Reprints, 1998.

## Corrispondenza
- Fragments de son journal et correspondance, Genève, Joel Cherbuliez, 1857.
- Pasquale Villari, Une conversation de Napoléon Ier et de Sismondi, «Revue Historique», I, 1876, pp. 238–251
- H. Fazy, Lettres inédites de Sismondi a M. Ch. De Constant (1815 et 1830), Genève, Imprimerie centrale genevois, 1881.
- A. Frènes, Jean-Pierre Vieusseux d’après sa correspondance avec Sismondi, «Revue internationale», XVII, 393-423, 557-582, 694-723, 890-909; XVIII, 100-127, 246-269, 1888.
- Epistolario, a cura di Carlo Pellegrini, La Nuova Italia, Firenze, 1933-1954, voll. 4.
- Epistolario, V. Lettere inedite a Jessie Allen (Madame de Sismondi), a cura di N. King e R. de Luppé, Firenze, La Nuova Italia, 1975.
- J. C. L. Sismondi. Un viaggio d’altri tempi. 18 lettere-diario, a cura di Margherita Chiostri, Pescia, Benedetti, 1983.
- Valchiusa racconta… Uno sguardo al passato, un fiorire di memorie. Con 19 lettere di Mme Henriette Girodz al figlio Charles in giro per l’Europa e di ritorno a Ginevra, a cura di Margherita Chiostri, Pescia, Benedetti, 1989.
- Sismondi nei diari della madre, 1792-794 e 1809, a cura di Francesca Dal Degan, Bologna, Pàtron editore, 2006.
- Maria Pia Casalena e Francesca Sofia, «Cher Sis». Scritture femminili nella corrispondenza di Sismondi, Firenze, Polistampa, 2008 («Sismondiana», 2).

## Raccolte di opere
- Recherches sur les Constitutions des Peuples libres: texte inédit, edizione e introduzione a cura di M. Minerbi, Genève, Droz, 1965.
- Sismondi biographe. L'Histoire italienne dans la Biographie universelle et l'Encyclopédie des gens du monde, Textes réunis, publiés et annotés par Maria Pia Casalena, Paris, Honoré Champion éditeur, 2012.
- Œuvres économiques complètes, II. De la richesse commerciale ou Principes d'économie politique appliqués à la législation du commerce, édités par Pascal Bridel, Francesca Dal Degan et Nicolas Eyguesier, Paris, Economica, 2012.
- Œuvres économiques complètes, III. Écrits d'économie politique, 1799-1815, édités par Pascal Bridel, Francesca Dal Degan et Nicolas Eyguesier, Paris, Economica, 2012.
- Che cos'è l'economia? Scritti sulla produzione, il consumo, la ricchezza, a cura di Francesca Dal Degan, Piccola Biblioteca Donzelli, 2014.
- Œuvres économiques complètes, IV. Ecrits d'économie politique, 1816-1842, édités par Pascal Bridel, Francesca Dal Degan et Nicolas Eyguesier, Paris, Economica, 2016.
- Œuvres économiques complètes, V. Nouveaux principes d'économie politique, édités par Pascal Bridel, Francesca Dal Degan et Nicolas Eyguesier, Paris, Economica, 2016.
- Il Cannocchiale. Schizzi per un foglio periodico. In appendice Premier Journal commencé le 22 août 1798, a cura di Francesca Sofia, con un saggio di Alessio Bini, Pisa University Press, 2017 («Nuova Sismondiana», 1).